# Soumensac
Soumensac (okzitanisch Somençac) ist eine französische Gemeinde mit 224 Einwohnern (Stand 1. Januar 2022), den Soumensacais, im Département Lot-et-Garonne in der Region Nouvelle-Aquitaine.

## Geografie
Soumensac ist ein Dorf im Weinbaugebiet Côtes de Duras. Im Osten verläuft die Gemeindegrenze durch den Lac de l’Escourou, eine Stausee des gleichnamigen Flüsschens Escourou.

## Bevölkerungsentwicklung
| Jahr      | 1962 | 1968 | 1975 | 1982 | 1990 | 1999 | 2006 | 2011 | 2016 |
| Einwohner | 281  | 267  | 243  | 220  | 217  | 215  | 229  | 246  | 231  |

## Sehenswürdigkeiten
- Kirche Notre-Dame, 12. Jahrhundert
- Menhir
- Schloss, 18. Jahrhundert

## Söhne und Töchter der Gemeinde
- Pierre-Félix Lagrange (1857–1928), Augenarzt
- André David (1922–2007), Komponist